# Kežmarok (distrito)
O Distrito de Kežmarok (eslovaco: Okres Kežmarok) é uma unidade administrativa da Eslováquia Oriental, situado na Prešov (região), com 63.231 habitantes (em 2001) e uma superfície de 840 km². Sua capital é a cidade de Kežmarok.

## Demografia
| Ano:        | 1994   | 2004    | 2014    | 2024   |
| ----------- | ------ | ------- | ------- | ------ |
| Broj ljudi: | 58 966 | 65 129  | 72 570  | 75 862 |
| Razlika:    |        | +10,45% | +11,42% | +4,53% |

| Ano:               | 2023   | 2024   |
| ------------------ | ------ | ------ |
| Número de pessoas: | 75 188 | 75 862 |
| Diferença:         |        | +0,89% |

## Cidades
- Kežmarok (capital)
- Spišská Belá
- Spišská Stará Ves

## Municípios
- Abrahámovce
- Bušovce
- Červený Kláštor
- Havka
- Holumnica
- Hradisko
- Huncovce
- Ihľany
- Javorina
- Jezersko
- Jurské
- Krížová Ves
- Lechnica
- Lendak
- Ľubica
- Majere
- Malá Franková
- Malý Slavkov
- Matiašovce
- Mlynčeky
- Osturňa
- Podhorany
- Rakúsy
- Reľov
- Slovenská Ves
- Spišské Hanušovce
- Stará Lesná
- Stráne pod Tatrami
- Toporec
- Tvarožná
- Veľká Franková
- Veľká Lomnica
- Vlková
- Vlkovce
- Vojňany
- Vrbov
- Výborná
- Zálesie
- Žakovce